# Rune Waldekranz
Rune Waldekranz, född 14 september 1911 i Turinge, Stockholms län, död 15 maj 2003 i Södertälje, var en svensk filmproducent, manusförfattare, författare och filmvetare. 

## Biografi
Efter studentexamen vid Södertälje högre allmänna läroverk studerade Waldekranz bland annat litteraturhistoria vid Uppsala universitet, där han blev filosofie magister 1937. Som student var han aktiv i Nationella studentklubben, knuten till Sveriges Nationella Förbund, och kartlade 1936 "det judiska inflytandet vid Uppsala universitet". Under studietiden började han som filmkritiker i studenttidningen Ergo, fortsatte från 1939 under signaturen "Roderick" i Svenska Dagbladet, och blev sedan filmhistoriker (Filmen växer upp, 1941, Så föddes filmen, 1976, med flera böcker). Under tiden i Uppsala tog han 1936 initiativet att nystarta Uppsala Studenters Filmstudio, som varit nedlagd under ett par år. Han var filmproducent hos Sandrews 1942–1964 och Filmskolans rektor 1964–1970. År 1970 blev han Sveriges första professor i filmvetenskap, och formellt var han professor i filmforskning vid Stockholms universitet 1970–1978. Han var preses i Svenska Filmakademin 1977–1980.
Rune Waldekranz var far till skådespelaren Jan Waldekranz.

## Priser och utmärkelser
- 1969 – Guldbaggen
- 1976 – Robin Hood-plaketten
- 1986 – Hedersledamot vid Södermanlands-Nerikes nation
- 1986 – Filmpennan
- 1994 – Jurgen Schildt-priset
- 1995 – Ingmar Bergman-priset

## Filmografi

### Manus (urval)
- 1942 – Kan doktorn komma?
- 1945 – Rosen på Tistelön
- 1945 – Flickorna i Småland
- 1945 – Idel ädel adel
- 1947 – Maj på Malö
- 1947 – Livet i Finnskogarna
- 1951 – Sköna Helena

### Producent (urval)
- 1942 – Kan doktorn komma?
- 1943 – En melodi om våren
- 1947 – Ådalens poesi
- 1949 – Pippi Långstrump
- 1951 – Fröken Julie
- 1951 – Sköna Helena
- 1953 – Vägen till Klockrike
- 1953 – Ursula – flickan i finnskogarna
- 1956 – Främlingen från skyn
- 1956 – Blånande hav
- 1956 – Kulla-Gulla
- 1957 – En drömmares vandring
- 1958 – Kostervalsen
- 1958 – Laila
- 1958 – Damen i svart
- 1958 – Mannekäng i rött
- 1959 – Ryttare i blått
- 1960 – Domaren
- 1960 – När mörkret faller
- 1961 – Svenska Floyd
- 1962 – Kort är sommaren
- 1962 – Vita frun
- 1963 – Prins Hatt under jorden
- 1964 – Wild West Story

### Svenska verk
- Waldekranz, Rune (1941). Filmen växer upp: femtio års utveckling. Stockholm. Libris 128782
- Waldekranz, Rune (1951). Modern film. Svenskt filmbibliotek, 99-1520531-7 ; 2. Stockholm: Wahlström & Widstrand. Libris 876061
- Waldekranz, Rune (1953). Italiensk film. Svenskt filmbibliotek, 99-1520531-7 ; 4. Stockholm: Wahlström & Widstrand. Libris 1464377
- Waldekranz, Rune (1954). Amerikansk film. Svenskt filmbibliotek, 99-1520531-7 ; 6. Stockholm: Wahlström & Widstrand. Libris 876058
- Waldekranz, Rune (1955). Levande bilder: de första biograferna : utgiven med anledning av Sveriges biografägareförbunds 40-årsjubileum 1955. Stockholm: Förb. Libris 1464378
- Waldekranz, Rune (1956). Film från hela världen. Svenskt filmbibliotek, 99-1520531-7 ; 9. Stockholm: Wahlström & Widstrand. Libris 1495386
- Lauritzen, Bertil; Waldekranz Rune (1958). Filmen, det nya språket. Stockholm: Studiebokförl. Libris 786111
- Waldekranz, Rune (1959). Filmens historia: en kommentar till fyra bildband producerade av Statens filmcentral, Köpenhamn, och Svensk filmindustri, Stockholm. Stockholm: Svensk filmindustri. Libris 708555
- Waldekranz, Rune (1969). Levande fotografier: film och biograf i Sverige 1896-1906. Libris 3337400
- Waldekranz, Rune (1971). Filmvetenskap - ett humanistiskt ämen. [Stockholm]. Libris 11310041
- Waldekranz, Rune (1976). Film och litteratur: skiss till en översikt av några nyare böcker om filmens förhållande till litterära verk : föreläsning vid Litteraturvetenskapliga institutionens sektion Drama-teater-film, Umeå universitet 28.11.1975. Meddelanden från Avdelningen för drama-teater-film vid Umeå universitet, 99-0849938-6 ; 6. Umeå: Avd. för drama-teater-film, Univ. Libris 1325254
- Waldekranz, Rune (1976). Så föddes filmen: ett massmediums uppkomst och genombrott. En PAN-bok, 99-0104304-2. Stockholm: PAN/Norstedt. Libris 7152228. ISBN 91-1-753211-6
- Waldekranz, Rune (1980). Paradoxen Gustav Scheutz. Stockholm: Europa film. Libris 681130
- Waldekranz, Rune (1985-1995). Filmens historia: de första hundra åren : från zoopraxiscope till video. Stockholm: Norstedt. Libris 501357

### Verk på andra språk
- Waldekranz, Rune (1953) (på franska). Le cinéma en Suède. Stockholm: Institut suédois. Libris 1464376
- Waldekranz, Rune; Arpe Verner (1956) (på tyska). Knaurs Buch vom Film. München: Droemersche Verlagsanstalt Th. Knaur Nachf. Libris 890779
- Waldekranz, Rune (1959) (på engelska). Swedish cinema. Stockholm: Svenska institutet. Libris 708715
- Waldekranz, Rune (1960) (på franska). Le cinéma en Suède.. Stockholm: Svenska institutet ; Forum. Libris 1346220
- Waldekranz, Rune (1961) (på spa). El cine sueco de hoy.. Publicaciones offset / Instituto sueco de relaciones culturales con el extranjero, 99-0823422-6 ; 4. Stockholm. Libris 1747946
- Waldekranz, Rune (1961) (på engelska). Modern Swedish film. Offset prints / Swedish Institute for Cultural Relations with Foreign Countries, 99-0697182-7 ; 19. Stockholm. Libris 869813
- Waldekranz, Rune (1962) (på franska). Le cinéma suédois moderne.. [Brochures imprimées en offset] / Institut suédois, 99-0924018-1 ; 9. Stockholm. Libris 1217633
- Waldekranz, Rune (1962) (på tyska). Der moderne schwedische Film.. Offset-Schriften / Schwedisches Institut für kulturellen Austausch mit dem Auslande, 99-0842262-6 ; 16. Stockholm. Libris 1173314
- Waldekranz, Rune (1964) (på tyska). Psychologischer Realimus im schwedischen Filmschaffen: eine literarische Tradition. Offset-Schriften / Schwedisches Institut für kulturellen Austausch mit dem Auslande, 99-0842262-6 ; 36. Sytockholm. Libris 1174498
- Waldekranz, Rune (1964) (på franska). Le réalisme psychologique: héritage littéraire du cinéma suédois. [Brochures imprimées en offset] / Institut suédois, 99-0924018-1 ; 32. Stockholm. Libris 1217749
- Bergman Ingmar, Sjöman Vilgot, Idestam-Almquist Bengt, Waldekranz Rune, Donner Jörn, red (1969) (på por). Cinema sueco. Cadernos de cinema ; 4. Lisboa: Dom Quixote. Libris 1869262
- Waldekranz, Rune (1964) (på engelska). Psychological realism: a literary tradition in Swedish films. Offset prints / Swedish Institute for Cultural Relations with Foreign Countries, 99-0697182-7 ; 85. Stockholm. Libris 873230